# Associazione per il suffragio femminile

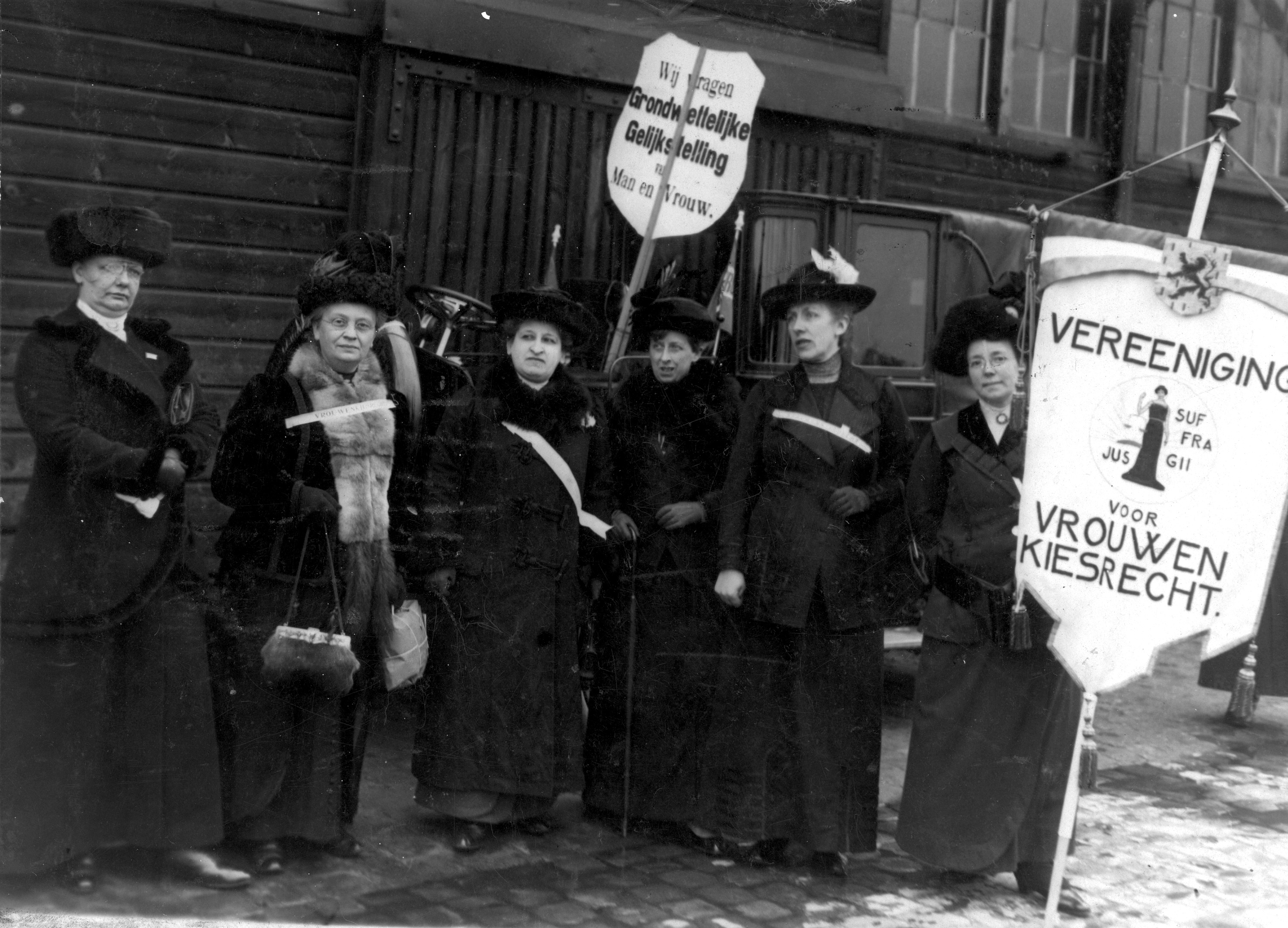
Manifestazione della Vereeniging voor Vrouwenkiesrecht ad Amsterdam, 1914

L'associazione neerlandese delle cittadine (in olandese Nederlandsche Vereeniging van Staatsburgeressen), denominata anche Associazione per il suffragio femminile (in olandese Vereeniging voor Vrouwenkiesrecht), nota anche con l'acronimo VVK, fu un'associazione olandese per la difesa dei diritti delle donne fondata nel 1894 ad Amsterdam.

## Storia
Fondata il 5 febbraio 1894 ad Amsterdam su iniziativa di Wilhelmina Drucker, tra i fondatori figuravano anche Theodore Haver e Theodora van Campen-Doesburg. Alla fondazione parteciparono inoltre Aletta Jacobs e Annette Versluys-Poelman. Le fondatrici provenivano da diversi ambienti religiosi e politici. L'associazione nacque inizialmente come Vereeniging voor Vrouwenkiesrecht (VVK) (Associazione per il Suffragio Femminile), evoluzione della precedente Vereniging voor Vrouwenbelangen (Associazione per i Diritti delle Donne guidata da Wilhelmina Drucker. Annette Versluys-Poelman (1853-1914) fu la prima presidente dell'associazione dal 1894 al 1902, mentre Aletta Jacobs (1854-1929) la guidò dal 1903 al 1919. Dopo l'approvazione del suffragio femminile nel 1919, nel 1920 l'associazione cambiò nome in Vereeniging van Staatsburgeressen.
Come suggeriva il nome, nei suoi primi anni l'obiettivo principale era ottenere il diritto di voto per le donne. A questo scopo, furono organizzate due udienze con la regina e inviate lettere ai parlamentari. Nel 1907 si verificò una scissione interna: alcuni membri della VVK, tra cui Esther Welmoet Wijnaendts Francken-Dyserinck e Lizzy van Dorp, fondarono il 25 febbraio 1907 la Nederlandsche Bond voor Vrouwenkiesrecht (Lega Olandese per il Suffragio Femminile). Queste donne si distaccarono criticando l'indirizzo politico della VVK, giudicato troppo poco aperto a posizioni più moderate. La nuova lega si proponeva di "educare" alla conquista del suffragio, sostenendo che le donne dovessero prima sviluppare la propria capacità di giudizio autonomo prima di partecipare alla vita politica. Attraverso varie fusioni, i due rami si sarebbero poi riuniti nel 1930.
Nel 1916 un altro gruppo si separò dalla Vereeniging voor Vrouwenkiesrecht, ritenendo che l'associazione si fosse discostata troppo dall'obiettivo originario di uguaglianza costituzionale tra uomini e donne. Contestavano lo slogan "suffragio universale per uomini e donne" perché non considerato abbastanza neutrale. Le promotrici della scissione furono Wilhelmina Drucker, Josephine Baerveldt-Haver (1868-1945) e Nine Minnema (1883-1944), che fondarono la De Neutrale Vereeniging voor Vrouwenkiesrecht (Associazione Neutrale per il Suffragio Femminile).
Dopo l'introduzione del suffragio universale nel 1919, che garantì il diritto di voto attivo anche alle donne, l'associazione continuò la sua attività sotto il nuovo nome, concentrandosi sulla promozione dell'emancipazione femminile. Sebbene si richiedesse maggiore autonomia per le donne, l'accento rimaneva spesso sul loro ruolo all'interno della famiglia. Furono anche intraprese iniziative per promuovere la nomina di donne a posizioni dirigenziali.
L'associazione pubblicò per qualche tempo un periodico, inizialmente intitolato Maandblad van de Vereeniging voor Vrouwenkiesrecht e successivamente Maandblad van de Nederlandsche Vereeniging van Staatsburgeressen. Dopo la fusione, la rivista proseguì come Maandblad van de Nederlandsche Vereeniging voor Vrouwenbelangen en Gelijk Staatsburgerschap.

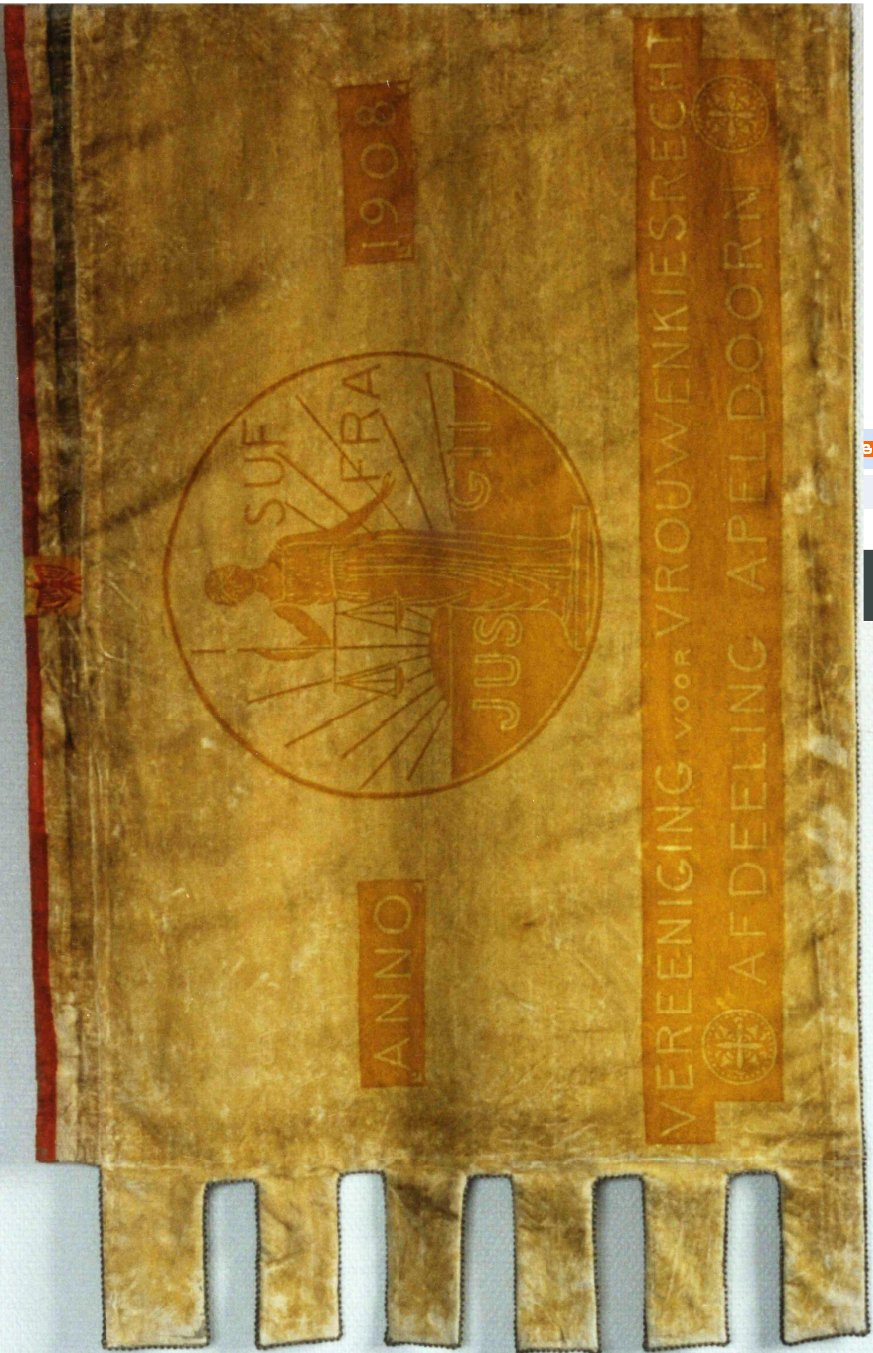
Stendardo della Sezione di Apeldoorn della Vereeniging voor Vrouwenkiesrecht, realizzato da Agathe Wegerif-Gravestein in occasione del loro primo lustro, 1913

La gestione era affidata a un Consiglio Direttivo (composto da 9-13 membri), al cui interno operava un Comitato Esecutivo (presidente, vicepresidente, segretaria e tesoriera), che si riuniva principalmente per corrispondenza. Nelle città o regioni dove vi fosse sufficiente interesse, si potevano fondare sezioni locali. Gli uomini potevano far parte del Consiglio Direttivo, ma il Comitato Esecutivo doveva essere composto esclusivamente da donne.
Nel 1930 l'associazione si fuse con la Nederlandsche Unie voor Vrouwenbelangen (Unione Olandese per i Diritti delle Donne) dando vita alla Nederlandse Vereniging voor Vrouwenbelangen en Gelijk Staatsburgerschap (Associazione Olandese per i Diritti delle Donne e l'Uguaglianza di Cittadinanza). Nel 1949 questa si fuse a sua volta con la Nationale Vereniging voor Vrouwenarbeid (Associazione Nazionale per il Lavoro Femminile) formando la Nederlandse Vereniging voor Vrouwenbelangen, Vrouwenarbeid en Gelijk Staatsburgerschap, successivamente nota come Vereniging Vrouwenbelangen.

## Membri del Consiglio Direttivo

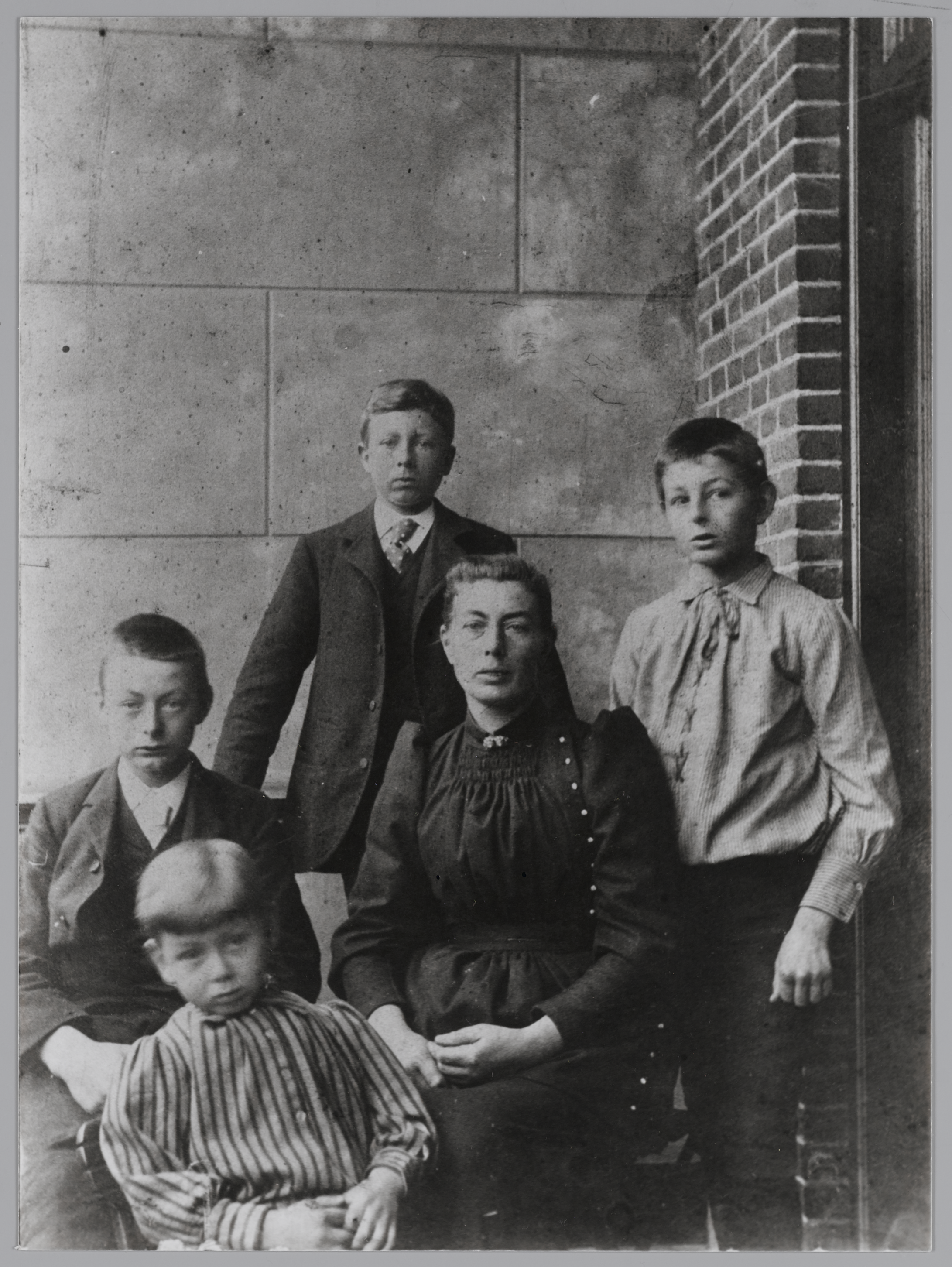
Annette Versluys Poelman con i suoi figli. Fu la prima presidente e membro del consiglio direttivo dell'Associazione per il Suffragio Femminile (1891). Foto di Willem Witsen; collezione IAV - Atria.

Elenco (non esaustivo) di membri del consiglio:
- Frederike van Balen-Klaar (1920-1922, presidente)
- Mathilde Cohen Tervaert-Israëls
- Wilhelmina Drucker
- Kee Groot
- Mien van Itallie-van Embden
- Aletta Jacobs (1903-1919, presidente dell'Associazione per il Suffragio Femminile)
- Piet Meuleman
- Diderica Cornelia Molijn-de Groot (membro del Consiglio Direttivo 1901-1905, tesoriera e responsabile della biblioteca)
- Johanna W. A. Naber (membro del Consiglio Direttivo, presidente della commissione stampa 1901-1913)[1]
- Maria Rutgers-Hoitsema
- Annette Versluys-Poelman (1894-1902, presidente dell'Associazione per il Suffragio Femminile)